# Процесор
Проце́сор (англ. processor, нім. Prozessor) — електронна схема, призначена для обробки даних (наприклад, виконання арифметичних і логічних операцій над даними (див. також Бітові операції), здійснення введення та виведення даних тощо).
Іноді процесором можуть називати мікроконтролер, мікросхему чи навпаки.
Поширені види цифрових процесорів:
- центральний процесор (CPU) (якщо процесор виготовлений у вигляді інтегральної схеми — мікропроцесор): частина комп'ютера, що реалізує процес переробки інформації і координує роботу периферійних пристроїв. У комп'ютері може бути декілька процесорів, що наявні чи підтримуються чи виконують деяку розподілену роботу — такі комп'ютери називають багатопроцесорними.
- графічний процесор (GPU);
- прискорений процесор (APU): центральний і графічний процесори, поєднані у одній просунутій мікросхемі;
- процесор цифрових сигналів (DSP).

## Програмне забезпечення
Також терміном процесор ентузіасти та наукові робітники іноді називають комп'ютерну програму, що здійснює обробку даних. Приклади:
- Командний процесор
- Текстовий процесор